# Малый Кяй (приток Кяя)
Малый Кяй — река в России, протекает по Прионежскому району Карелии.
Исток — небольшое озеро южнее Деревянки. Течёт на юг, севернее Пяжиевой Сельги пересекает железную дорогу Санкт-Петербург — Мурманск.
Устье реки находится в 5,9 км от устья реки Кяй по левому берегу, севернее Ладвы. Длина реки составляет 28 км.
В нижнем течении принимает левый приток — Мывручей.

## Данные водного реестра
По данным государственного водного реестра России относится к Балтийскому бассейновому округу, водохозяйственный участок реки — Свирь без бассейна Онежского озера, речной подбассейн реки — Свирь (включая реки бассейна Онежского озера). Относится к речному бассейну реки Нева (включая бассейны рек Онежского и Ладожского озера).
Код объекта в государственном водном реестре — 01040100712102000012202.